# Perla Brigida Zusman
Perla Brigida Zusman (Buenos Aires, Argentina, 1964) és una investigadora i professora universitària argentina.
Llicenciada en Geografia per la Universitat de Buenos Aires i doctorada en geografia humana per la Universitat Autònoma de Barcelona, l'any 1996 va cursar a la Universitat de São Paulo un màster d'integració d'Amèrica Llatina i el 2010 va fer una estada postdoctoral, amb una beca Fulbright, a la Universitat de Dartmouth als Estats Units d'Amèrica. Retornada a l'Argentina, es convertí en investigadora del Consejo Nacional de Investigaciones Científicas y Técnicas (Argentina), esdevenint vicerectora de l'Institut de Geografia de la Universitat de Buenos Aires, en el qual imparteix classes des del 2014.
La seva activitat com a docent i investigadora i les principals àrees de recerca dels nombrosos projectes en què ha participat s'han dirigit a renovar el camp de la geografia històrica i la geografia cultural a l'Argentina, incorporant-hi la dimensió històrica, cultural i política, i posant en relleu el diàleg entre les mirades europees i llatinoamericanes sobre els conceptes de paisatge, identitat i territori, per tal d'analitzar els processos de formació territorial i construcció de les identitats i paisatges a l'Amèrica Llatina en el passat i en el marc de la globalització. En aquesta línia s'emmarquen molts del projectes internacionals i nacionals en què que ha participat o que ha dirigit. Considerada a escala internacional una experta de referència, ha estat convidada a impartir cursos de postgrau en universitats de diversos països europeus (Alemanya, Catalunya, Espanya i Suècia) i de Llatinoamèrica (el Brasil, Colòmbia, Mèxic i Xile). Durant el període en què va viure a Catalunya (1997-2006), va estar vinculada a diverses universitats catalanes i també a la Societat Catalana de Geografia, de la qual es membre des de l'any 2002. Des que va tornar a l'Argentina, manté relació amb l'àmbit universitari i acadèmic de Catalunya, col·laborant en projectes conjunts, impartint conferències o participant en tribunals de tesis doctorals. Així mateix, promou intercanvis culturals entre l'Argentina i Catalunya. Zusman és autora de diverses publicacions especialitzades: llibres, capítols de llibre i també articles publicats en revistes de referència, argentines i internacionals.
L'any 2020 es convertí en membre corresponent de la Secció de Filosofia i Ciències Socials de l'Institut d'Estudis Catalans (IEC).